# Сичово (Челябінська область)
Сичово (рос. Сычёво) — присілок у Красноармійському районі Челябінської області Російської Федерації.
Входить до складу муніципального утворення Озерне сільське поселення. Населення становить 291 особу (2010).

## Історія
Від 13 січня 1941 року належить до Красноармійського району Челябінської області.
Згідно із законом від 9 липня 2004 року органом місцевого самоврядування є Озерне сільське поселення.

## Населення
| 2002 | 2008 | 2010 |
| ---- | ---- | ---- |
| 298  | ↘294 | ↘291 |